# Општина Текате (Доња Калифорнија)
Текате (шп. Tecate) општина је у Мексику у савезној држави Доња Калифорнија. Општина се налази на надморској висини од 541 м.

## Становништво
Према подацима из 2010. у општини је живело 101079 становника.

### Хронологија
| Година       | 2000                  | 2005                  | 2010                   |
| ------------ | --------------------- | --------------------- | ---------------------- |
| Становништво | 77795 (39624 / 38171) | 91034 (48032 / 43002) | 101079 (53323 / 47756) |

### Попис
| \| \| м \| \| \| ж \| \| 0—2 \| 2.714 \| \| \| 2.768 \| \| 3—5 \| 2.986 \| \| \| 2.842 \| \| 6—11 \| 6.081 \| \| \| 5.796 \| \| 12—14 \| 3.040 \| \| \| 2.916 \| \| 15—17 \| 3.003 \| \| \| 2.922 \| \| 18—24 \| 6.887 \| \| \| 6.112 \| \| 60+ \| 3.606 \| \| \| 3.561 \| \| Просек : \| 29,4 \| \| \| 28,6 \| |       |  |  |       |
| |       |  |  |       |
| | м     |  |  | ж     |
| 0—2 | 2.714 |  |  | 2.768 |
| 3—5 | 2.986 |  |  | 2.842 |
| 6—11 | 6.081 |  |  | 5.796 |
| 12—14 | 3.040 |  |  | 2.916 |
| 15—17 | 3.003 |  |  | 2.922 |
| 18—24 | 6.887 |  |  | 6.112 |
| 60+ | 3.606 |  |  | 3.561 |
| Просек : | 29,4  |  |  | 28,6  |

| #   | Индикатор                                                                                        | Вредност |
| --- | ------------------------------------------------------------------------------------------------ | -------- |
| 1   | Становништво од 0 до 2 године                                                                    | 5482     |
| 2   | Мушко становништво од 0 до 2 године                                                              | 2714     |
| 3   | Женско становништво од 0 до 2 године                                                             | 2768     |
| 4   | Становништво са 3 и више година                                                                  | 94874    |
| 5   | Мушко становништво са 3 и више година                                                            | 50197    |
| 6   | Женско становништво са 3 и више година                                                           | 44677    |
| 7   | Становништво са 5 и више година                                                                  | 90944    |
| 8   | Мушко становништво са 5 и више година                                                            | 48183    |
| 9   | Женско становништво са 5 и више година                                                           | 42761    |
| 10  | Становништво са 12 и више година                                                                 | 77169    |
| 11  | Мушко становништво са 12 и више година                                                           | 41130    |
| 12  | Женско становништво са 12 и више година                                                          | 36039    |
| 13  | Становништво са 15 и више година                                                                 | 71213    |
| 14  | Мушко становништво са 15 и више година                                                           | 38090    |
| 15  | Женско становништво са 15 и више година                                                          | 33123    |
| 16  | Становништво са 18 и више година                                                                 | 65288    |
| 17  | Мушко становништво са 18 и више година                                                           | 35087    |
| 18  | Женско становништво са 18 и више година                                                          | 30201    |
| 19  | Становништво од 3 до 5 година                                                                    | 5828     |
| 20  | Мушко становништво од 3 до 5 година                                                              | 2986     |
| 21  | Женско становништво од 3 до 5 година                                                             | 2842     |
| 22  | Становништво од 6 до 11 година                                                                   | 11877    |
| 23  | Мушко становништво од 6 до 11 година                                                             | 6081     |
| 24  | Женско становништво од 6 до 11 година                                                            | 5796     |
| 25  | Становништво од 8 до 14 година                                                                   | 14040    |
| 26  | Мушко становништво од 8 до 14 година                                                             | 7160     |
| 27  | Женско становништво од 8 до 14 година                                                            | 6880     |
| 28  | Становништво од 12 до 14 година                                                                  | 5956     |
| 29  | Мушко становништво од 12 до 14 година                                                            | 3040     |
| 30  | Женско становништво од 12 до 14 година                                                           | 2916     |
| 31  | Становништво од 15 до 17 година                                                                  | 5925     |
| 32  | Мушко становништво од 15 до 17 година                                                            | 3003     |
| 33  | Женско становништво од 15 до 17 година                                                           | 2922     |
| 34  | Становништво од 18 до 24 године                                                                  | 12999    |
| 35  | Мушко становништво од 18 до 24 године                                                            | 6887     |
| 36  | Женско становништво од 18 до 24 године                                                           | 6112     |
| 37  | Женско становништво од 15 до 49 година                                                           | 26098    |
| 38  | Становништво са 60 и више година                                                                 | 7167     |
| 39  | Мушко становништво са 60 и више година                                                           | 3606     |
| 40  | Женско становништво са 60 и више година                                                          | 3561     |
| 41  | Однос између мушкараца и жена                                                                    | 111.66   |
| 42  | Становништво од нуле до 14 година                                                                | 29143    |
| 43  | Становништво од 15 до 64 године                                                                  | 66454    |
| 44  | Становништво од 65 година и више                                                                 | 4759     |
| 45  | Просечан број деце                                                                               | 2.31     |
| 46  | Становништво рођено у ентитету                                                                   | 52505    |
| 47  | Мушко становништво рођено у ентитету                                                             | 28689    |
| 48  | Женско становништво рођено у ентитету                                                            | 23816    |
| 49  | Становништво рођено у другом ентитету                                                            | 42676    |
| 50  | Мушко становништво рођено у другом ентитету                                                      | 21514    |
| 51  | Женско становништво рођено у другом ентитету                                                     | 21162    |
| 52  | Становништво од 5 година и више резидентно у ентитету у јуну 2005. године                        | 82390    |
| 53  | Мушко становништво старосног доба од 5 година и више, резидентно у ентитету у јуну 2005. године  | 43555    |
| 54  | Женско становништво старосног доба од 5 и више година, резидентно у ентитету у јуну 2005. године | 38835    |
| 55  | Становништво од 5 година и више које је живело у другом ентитету у јуну 2005. године             | 5276     |
| 56  | Мушко становништво старије од 5 година које је живело у другом ентитету у јуну 2005. године      | 2644     |
| 57  | Женско становништво старије од 5 година које је живело у другом ентитету у јуну 2005. године     | 2632     |
| 58  | Становништво од 3 године и више које говори аутохтони језик                                      | 812      |
| 59  | Мушко становништво старо 3 године и више које говори аутохтони језик                             | 472      |
| 60  | Женско становништво старо 3 године и више које говори аутохтони језик                            | 340      |
| 61  | Становништво од 3 године и више које говори аутохтони језик и не говори шпански језик            | 8        |
| 62  | Мушко становништво старо 3 године и више које говори аутохтони језик и не говори шпански         | 4        |
| 63  | Женско становништво старо 3 године и више које говори аутохтони језик и не говори шпански језик  | 4        |
| 64  | Становништво старо 3 године и више које говори аутохтони језик и шпански                         | 632      |
| 65  | Мушко становништво старо 3 године и више које говори аутохтони језик и шпански                   | 364      |
| 66  | Женско становништво старо 3 године и више које говори аутохтони језик и шпански                  | 268      |
| 67  | Становништво од 5 година и више које говори аутохтони језик                                      | 805      |
| 68  | Становништво од 5 година и више које говори аутохтони језик и не говори шпански језик            | 8        |
| 69  | Становништво од 5 година и више које говори аутохтони језик и говори шпански језик               | 631      |
| 70  | Становништво у домородачким домаћинствима                                                        | 1973     |
| 71  | Становништво са ограничењима у активностима                                                      | 3826     |
| 72  | Становништво са ограниченим ходањем или кретањем, горе или доле                                  | 2069     |
| 73  | Становници са ограничењима вида, чак и уз кориштење сочива                                       | 1156     |
| 74  | Становништво са ограничењима говора, комуникације или конверзације                               | 341      |
| 75  | Становништво са ограниченим слухом                                                               | 322      |
| 76  | Становништво са ограничењима при одевању, купању или јелу                                        | 209      |
| 77  | Становништво са ограничењима у опажању или учењу једноставних ствари                             | 230      |
| 78  | Становништво са менталним ограничењима                                                           | 392      |
| 79  | Становништво без ограничења активности                                                           | 91806    |
| 80  | Становништво од 3 до 5 година које не похађа школу                                               | 2959     |
| 81  | Мушко становништво од 3 до 5 година које не похађа школу                                         | 1519     |
| 82  | Женско становништво од 3 до 5 година које не похађа школу                                        | 1440     |
| 83  | Становништво од 6 до 11 година које не похађа школу                                              | 236      |
| 84  | Мушко становништво од 6 до 11 година које не похађа школу                                        | 122      |
| 85  | Женско становништво од 6 до 11 година које не похађа школу                                       | 114      |
| 86  | Становништво од 12 до 14 година које не похађа школу                                             | 296      |
| 87  | Мушко становништво од 12 до 14 година које не похађа школу                                       | 176      |
| 88  | Женско становништво од 12 до 14 година које не похађа школу                                      | 120      |
| 89  | Становништво од 15 до 17 година похађа школу                                                     | 4273     |
| 90  | Мушко становништво од 15 до 17 година похађа школу                                               | 2141     |
| 91  | Женско становништво између 15 и 17 година живота у школи                                         | 2132     |
| 92  | Становништво од 18 до 24 године похађа школу                                                     | 3187     |
| 93  | Мушко становништво од 18 до 24 године похађа школу                                               | 1660     |
| 94  | Женско становништво од 18 до 24 године похађа школу                                              | 1527     |
| 95  | Становништво од 8 до 14 година које не може да чита и пише                                       | 293      |
| 96  | Мушко становништво старосног доба од 8 до 14 година које не може да чита и пише                  | 183      |
| 97  | Женско становништво старосног доби од 8 до 14 година које не може да чита и пише                 | 110      |
| 98  | Становништво од 15 година и више које је неписмено                                               | 1741     |
| 99  | Мушко становништво од 15 година и више које је неписмено                                         | 833      |
| 100 | Женско становништво од 15 година и више које је неписмено                                        | 908      |
| 101 | Становништво старо 15 и више година без школовања                                                | 3069     |
| 102 | Мушко становништво старо 15 и више година без школовања                                          | 1619     |
| 103 | Женско становништво старо 15 и више година без школовања                                         | 1450     |
| 104 | Становништво старосног доба 15 и више година са непотпуним основним образовањем                  | 8357     |
| 105 | Мушко становништво старосног доба од 15 година и више са непотпуном основним образовањем         | 4954     |
| 106 | Женско становништво старосног доба 15 и више година са непотпуном основним образовањем           | 3403     |
| 107 | Становништво старо 15 и више година са комплетним основним образовањем                           | 10317    |
| 108 | Мушко становништво старо 15 година и више са комплетним основним образовањем                     | 5121     |
| 109 | Женско становништво старо 15 и више година са комплетним основним образовањем                    | 5196     |
| 110 | Становништво старосног доба 15 и више година са непотпуним средњим образовањем                   | 6803     |
| 111 | Мушко становништво старосног доба од 15 година и више са непотпуним средњим образовањем          | 4357     |
| 112 | Женско становништво старосног доба од 15 година и више са непотпуним средњим образовањем         | 2446     |
| 113 | Становништво старо 15 и више година са пуним секундарном образовањем                             | 15682    |
| 114 | Мушко становништво старосног доба од 15 година и више са пуним секундарном образовањем           | 8075     |
| 115 | Женско становништво старосног доба од 15 година и више са пуним секундарном образовањем          | 7607     |
| 116 | Становништво старије од 18 година са постосновним образовањем                                    | 23566    |
| 117 | Мушко становништво старије од 18 година са постосновним образовањем                              | 12309    |
| 118 | Женско становништво старије од 18 година са постосновним образовањем                             | 11257    |
| 119 | Просечна оцена школовања                                                                         | 8.89     |
| 120 | Просечан ниво образовања мушке популације                                                        | 8.88     |
| 121 | Просечан ниво образовања женског становништва                                                    | 8.89     |
| 122 | Економски активно становништво                                                                   | 41575    |
| 123 | Економски активна мушка популација                                                               | 27152    |
| 124 | Економски активна женска популација                                                              | 14423    |
| 125 | Становништво које није економски активно                                                         | 31132    |
| 126 | Мушко становништво које није економски активно                                                   | 9685     |
| 127 | Женско становништво које није економски активно                                                  | 21447    |
| 128 | Запослено становништво                                                                           | 39407    |
| 129 | Запослено мушко становништво                                                                     | 25402    |
| 130 | Запослено женско становништво                                                                    | 14005    |
| 131 | Незапослена популација                                                                           | 2168     |
| 132 | Незапослена мушка популација                                                                     | 1750     |
| 133 | Незапослена женска популација                                                                    | 418      |
| 134 | Становништво без права на здравствене услуге                                                     | 23352    |
| 135 | Становништво које има право на здравствене услуге                                                | 72645    |
| 136 | Становништво које има право на ИМСС                                                              | 44851    |
| 137 | Становништво које има право на социјално осигурање                                               | 4424     |
| 138 | Становништво које има право на државно социјално осигурање                                       | 3126     |
| 139 | Становништво које има право на опште осигурање или здравствено осигурање за нову генерацију      | 18136    |
| 140 | Становништво које је било једном или није било у браку током 12 година и више                    | 26166    |
| 141 | Венчано или уједињено становништво од 12 година и више                                           | 42383    |
| 142 | Становништво које је било у браку или уједињено 12 година и више                                 | 8214     |
| 143 | Становништво са католичком религијом                                                             | 65515    |
| 144 | Протестанти, еванђелисти и библијски следбеници различити од еванђелиста                         | 21036    |
| 145 | Становништво са другим религијама различитим од претходних                                       | 67       |
| 146 | Становништво без религије                                                                        | 11451    |
| 147 | Укупно пописаних домаћинства                                                                     | 26024    |
| 148 | Пописна домаћинства на челу са мушкарцима                                                        | 19482    |
| 149 | Пописна домаћинства на челу са женама                                                            | 6542     |
| 150 | Становништво у пописним домаћинствима                                                            | 95561    |
| 151 | Становништво у пописним домаћинствима на челу са мушкарцима                                      | 73022    |
| 152 | Становништво у пописним домаћинствима на челу са женама                                          | 22539    |
| 153 | Укупно домаћинстава                                                                              | 36029    |
| 154 | Укупно насељених домаћинстава                                                                    | 26254    |
| 155 | Укупно приватних кућа                                                                            | 35799    |
| 156 | Насељени приватни домови                                                                         | 26024    |
| 157 | Укупно насељених приватних кућа                                                                  | 26227    |
| 158 | Ненасељене приватне куће                                                                         | 5982     |
| 159 | Појединачна домаћинства за привремену употребу                                                   | 3793     |
| 160 | Становници у насељеним приватним кућама                                                          | 95561    |
| 161 | Насељеност станара у приватним становима                                                         | 3.67     |
| 162 | Просечно становника по соби у приватним насељеним домаћинствима                                  | 0.98     |
| 163 | Појединачна домаћинства са подовима од различитих материјала од земље                            | 24482    |
| 164 | Појединачна домаћинства у приземљу                                                               | 852      |
| 165 | Појединачна домаћинства са једном спаваћом собом                                                 | 7671     |
| 166 | Појединачна домаћинства са две спаваће собе и више                                               | 17680    |
| 167 | Појединачна домаћинства са једним собом                                                          | 1422     |
| 168 | Појединачна домаћинства са две собе                                                              | 3822     |
| 169 | Појединачна домаћинства са 3 собе и више                                                         | 20084    |
| 170 | Појединачна домаћинства која имају електрично светло                                             | 24605    |
| 171 | Појединачна домаћинства која немају електрично светло                                            | 773      |
| 172 | Појединачна домаћинства која имају водоводну воду у стамбеном простору                           | 21651    |
| 173 | Појединачна домаћинства која немају водоводну воду у стамбеном простору                          | 3698     |
| 174 | Појединачна домаћинства која имају тоалет                                                        | 24949    |
| 175 | Појединачна домаћинства која имају канализацију                                                  | 23579    |
| 176 | Појединачна домаћинства која немају канализацију                                                 | 1713     |
| 177 | Појединачна домаћинства која имају електрично светло, довод воде из јавне мреже и канализацију   | 20858    |
| 178 | Појединачна домаћинства без икаквих услова                                                       | 154      |
| 179 | Појединачна домаћинства која имају радио                                                         | 21279    |
| 180 | Појединачна домаћинства која имају телевизор                                                     | 24447    |
| 181 | Појединачна домаћинства која имају фрижидер                                                      | 23377    |
| 182 | Појединачна домаћинства која имају машину за веш                                                 | 20757    |
| 183 | Појединачна домаћинства која имају аутомобил или комби                                           | 19014    |
| 184 | Појединачна домаћинства која имају рачунар                                                       | 10497    |
| 185 | Појединачна домаћинства која имају фиксну телефонску линију                                      | 10702    |
| 186 | Појединачна домаћинства која имају мобилни телефон                                               | 21061    |
| 187 | Појединачна домаћинства која имају приступ интернету                                             | 8216     |